# Чемпіонат СРСР з хокею із шайбою
Чемпіонат СРСР з хокею із шайбою — елітний дивізіон радянського хокею, який існував з 1946 по 1992 рік. Всього було проведено 45 чемпіонатів СРСР та один відкритий чемпіонат країн СНД (1991–1992). За роки існування у турнірі брали участь 45 команд.

## Назви
- 1946-1952 — перша група;
- 1952-1963 — клас «А»;
- 1963-1965 — перша підгрупа класу «А»;
- 1965-1970 — перша група класу «А»;
- 1970-1992 — вища ліга.

## Рекорди

### Командні
- Найбільше чемпіонських титулів: ЦСКА — 32;
- Найбільше призових місць: ЦСКА — 44;
- Найбільше сезонів у лізі: ЦСКА, «Динамо» (Москва) — по 46;
- Найбільше проведених матчів: ЦСКА — 1595;
- Найбільше перемог: ЦСКА — 1277;
- Найбільше нічиїх: «Хімік» (Воскресенськ) — 201;
- Найбільше закинутих шайб: ЦСКА — 9407.

### Особисті
- Найкращий снайпер в історії чемпіонатів: Борис Михайлов — 424 голи;
- Найбільше закинутих шайб за сезон: Веніамін Александров — 53 голи (1962–1963);
- Найкраща середня результативність: Всеволод Бобров — 1,95 гола за гру;
- Найкраща середня результативність за сезон: Всеволод Бобров — 2,89 гола за гру (1947–1948).
- Найбільше зіграних матчів: Юрій Шумаков — 652.

## Призери
| Сезон         | Чемпіон              | Другий призер          | Третій призер          |
| ------------- | -------------------- | ---------------------- | ---------------------- |
| 1946/47       | «Динамо» (Москва)    | ЦБЧА (Москва)          | «Спартак» (Москва)     |
| 1947/48       | ЦБЧА (Москва)        | «Спартак» (Москва)     | «Динамо» (Москва)      |
| 1948/49       | ЦБЧА (Москва)        | ВПС (Москва)           | «Динамо» (Москва)      |
| 1949/50       | ЦБЧА (Москва)        | «Динамо» (Москва)      | «Крила Рад» (Москва)   |
| 1950/51       | ВПС (Москва)         | «Динамо» (Москва)      | «Крила Рад» (Москва)   |
| 1951/52       | ВПС (Москва)         | ЦБРА (Москва)          | «Динамо» (Москва)      |
| 1952/53       | ВПС (Москва)         | ЦБРА (Москва)          | «Динамо» (Москва)      |
| 1953/54       | «Динамо» (Москва)    | ЦБРА (Москва)          | «Крила Рад» (Москва)   |
| 1954/55       | ЦСК МО (Москва)      | «Крила Рад» (Москва)   | «Динамо» (Москва)      |
| 1955/56       | ЦСК МО (Москва)      | «Крила Рад» (Москва)   | «Динамо» (Москва)      |
| 1956/57       | «Крила Рад» (Москва) | ЦСК МО (Москва)        | «Динамо» (Москва)      |
| 1957/58       | ЦСК МО (Москва)      | «Крила Рад» (Москва)   | «Динамо» (Москва)      |
| 1958/59       | ЦСК МО (Москва)      | «Динамо» (Москва)      | «Крила Рад» (Москва)   |
| 1959/60       | ЦСК МО (Москва)      | «Динамо» (Москва)      | «Крила Рад» (Москва)   |
| 1960/61       | ЦСКА (Москва)        | «Торпедо» (Горький)    | «Локомотив» (Москва)   |
| 1961/62       | «Спартак» (Москва)   | «Динамо» (Москва)      | ЦСКА (Москва)          |
| 1962/63       | ЦСКА (Москва)        | «Динамо» (Москва)      | «Спартак» (Москва)     |
| 1963/64       | ЦСКА (Москва)        | «Динамо» (Москва)      | «Спартак» (Москва)     |
| 1964/65       | ЦСКА (Москва)        | «Спартак» (Москва)     | «Хімік» (Воскресенськ) |
| 1965/66       | ЦСКА (Москва)        | «Спартак» (Москва)     | «Динамо» (Москва)      |
| 1966/67       | «Спартак» (Москва)   | ЦСКА (Москва)          | «Динамо» (Москва)      |
| 1967/68       | ЦСКА (Москва)        | «Спартак» (Москва)     | «Динамо» (Москва)      |
| 1968/69       | «Спартак» (Москва)   | ЦСКА (Москва)          | «Динамо» (Москва)      |
| 1969/70       | ЦСКА (Москва)        | «Спартак» (Москва)     | «Хімік» (Воскресенськ) |
| 1970/71       | ЦСКА (Москва)        | «Динамо» (Москва)      | СКА (Ленінград)        |
| 1971/72       | ЦСКА (Москва)        | «Динамо» (Москва)      | «Спартак» (Москва)     |
| 1972/73       | ЦСКА (Москва)        | «Спартак» (Москва)     | «Крила Рад» (Москва)   |
| 1973/74       | «Крила Рад» (Москва) | ЦСКА (Москва)          | «Динамо» (Москва)      |
| 1974/75       | ЦСКА (Москва)        | «Крила Рад» (Москва)   | «Спартак» (Москва)     |
| 1975/76       | «Спартак» (Москва)   | ЦСКА (Москва)          | «Динамо» (Москва)      |
| 1976/77       | ЦСКА (Москва)        | «Динамо» (Москва)      | «Трактор» (Челябінськ) |
| 1977/78       | ЦСКА (Москва)        | «Динамо» (Москва)      | «Крила Рад» (Москва)   |
| 1978/79       | ЦСКА (Москва)        | «Динамо» (Москва)      | «Спартак» (Москва)     |
| 1979/80       | ЦСКА (Москва)        | «Динамо» (Москва)      | «Спартак» (Москва)     |
| 1980/81       | ЦСКА (Москва)        | «Спартак» (Москва)     | «Динамо» (Москва)      |
| 1981/82       | ЦСКА (Москва)        | «Спартак» (Москва)     | «Динамо» (Москва)      |
| 1982/83       | ЦСКА (Москва)        | «Спартак» (Москва)     | «Динамо» (Москва)      |
| 1983/84       | ЦСКА (Москва)        | «Спартак» (Москва)     | «Хімік» (Воскресенськ) |
| 1984/85       | ЦСКА (Москва)        | «Динамо» (Москва)      | «Сокіл» (Київ)         |
| 1985/86       | ЦСКА (Москва)        | «Динамо» (Москва)      | «Спартак» (Москва)     |
| 1986/87       | ЦСКА (Москва)        | «Динамо» (Москва)      | СКА (Ленінград)        |
| 1987/88       | ЦСКА (Москва)        | «Динамо» (Рига)        | «Динамо» (Москва)      |
| 1988/89       | ЦСКА (Москва)        | «Хімік» (Воскресенськ) | «Крила Рад» (Москва)   |
| 1989/90       | «Динамо» (Москва)    | ЦСКА (Москва)          | «Хімік» (Воскресенськ) |
| 1990/91       | «Динамо» (Москва)    | «Спартак» (Москва)     | «Крила Рад» (Москва)   |
| Чемпіонат СНД |                      |                        |                        |
| 1991/92       | «Динамо» (Москва)    | ЦСКА (Москва)          | «Спартак» (Москва)     |

## Сумарні досягнення клубів
| Клуб                   | Чемпіон | Другий призер | Третій призер | Всього |
| ---------------------- | ------- | ------------- | ------------- | ------ |
| ЦСКА (Москва)          | 32      | 11            | 1             | 44     |
| «Динамо» (Москва)      | 5       | 16            | 18            | 39     |
| «Спартак» (Москва)     | 4       | 11            | 9             | 24     |
| ВПС (Москва)           | 3       | 1             | -             | 4      |
| «Крила Рад» (Москва)   | 2       | 4             | 9             | 15     |
| «Хімік» (Воскресенськ) | -       | 1             | 4             | 5      |
| «Торпедо» (Горький)    | -       | 1             | -             | 1      |
| «Динамо» (Рига)        | -       | 1             | -             | 1      |
| СКА (Ленінград)        | -       | -             | 2             | 2      |
| «Локомотив» (Москва)   | -       | -             | 1             | 1      |
| «Трактор» (Челябінськ) | -       | -             | 1             | 1      |
| «Сокіл» (Київ)         | -       | -             | 1             | 1      |

## Зведена таблиця
Тридцятка найсильніших клубів:
| №  | Команда                       | Сезони | Матчі | Перемоги | Нічиї | Поразки | Різниця шайб | Очки |
| -- | ----------------------------- | ------ | ----- | -------- | ----- | ------- | ------------ | ---- |
| 1  | ЦСКА (Москва)                 | 46     | 1595  | 1277     | 122   | 196     | 9407 — 3715  | 2676 |
| 2  | «Динамо» (Москва)             | 46     | 1593  | 1024     | 179   | 390     | 7030 — 4164  | 2227 |
| 3  | «Спартак» (Москва)            | 44     | 1547  | 895      | 176   | 476     | 6669 — 4967  | 1966 |
| 4  | «Крила Рад» (Москва)          | 45     | 1568  | 793      | 194   | 581     | 6149 — 5111  | 1780 |
| 5  | «Хімік» (Воскресенськ)        | 37     | 1445  | 632      | 201   | 612     | 4698 — 4766  | 1465 |
| 6  | «Торпедо» (Горький)           | 39     | 1434  | 542      | 186   | 706     | 4619 — 5389  | 1270 |
| 7  | СКА (Ленінград)               | 42     | 1431  | 501      | 192   | 738     | 4595 — 5742  | 1194 |
| 8  | «Трактор» (Челябінськ)        | 41     | 1361  | 484      | 198   | 679     | 4178 — 5147  | 1166 |
| 9  | «Динамо» (Рига)               | 35     | 1182  | 456      | 148   | 578     | 3884 — 4374  | 1060 |
| 10 | «Сокіл» (Київ)                | 19     | 803   | 300      | 110   | 393     | 2707 — 3086  | 710  |
| 11 | «Локомотив» (Москва)          | 17     | 571   | 236      | 72    | 263     | 1918 — 2062  | 544  |
| 12 | «Автомобіліст» (Свердловськ)  | 21     | 740   | 206      | 93    | 441     | 2282 — 3341  | 505  |
| 13 | «Сибір» (Новосибірськ)        | 16     | 559   | 149      | 67    | 343     | 1653 — 2676  | 365  |
| 14 | «Кристал» (Електросталь)      | 11     | 316   | 116      | 41    | 159     | 974 — 1347   | 273  |
| 15 | «Кіровець» (Ленінград)        | 10     | 272   | 79       | 34    | 159     | 761 — 1204   | 192  |
| 16 | ВПС (Москва)                  | 7      | 117   | 83       | 15    | 19      | 645 — 235    | 181  |
| 17 | «Торпедо» (Ярославль)         | 5      | 176   | 70       | 25    | 81      | 530 — 579    | 165  |
| 18 | «Іжсталь» (Іжевськ)           | 7      | 246   | 59       | 30    | 157     | 711 — 1175   | 148  |
| 19 | «Металург» (Новокузнецьк)     | 6      | 229   | 57       | 31    | 141     | 657 — 1074   | 145  |
| 20 | СКА МВО (Калінін)             | 5      | 167   | 58       | 21    | 88      | 481 — 638    | 137  |
| 21 | «Молот» (Перм)                | 6      | 184   | 53       | 15    | 116     | 491 — 745    | 121  |
| 22 | «Авангард» (Омськ)            | 5      | 169   | 46       | 20    | 103     | 454 — 732    | 112  |
| 23 | «Торпедо» (Усть-Каменогорськ) | 4      | 144   | 41       | 22    | 81      | 439 — 586    | 104  |
| 24 | «Динамо» (Мінськ)             | 5      | 176   | 31       | 25    | 120     | 447 — 730    | 87   |
| 25 | «Ітіль» (Казань)              | 4      | 125   | 34       | 18    | 73      | 304 — 450    | 86   |
| 26 | «Салават Юлаєв» (Уфа)         | 5      | 176   | 34       | 18    | 124     | 444 — 826    | 86   |
| 27 | «Динамо» (Ленінград)          | 8      | 123   | 31       | 12    | 80      | 401 — 590    | 74   |
| 28 | СКА (Куйбишев)                | 2      | 75    | 20       | 14    | 41      | 195 — 349    | 54   |
| 29 | «Динамо» (Таллінн)            | 7      | 94    | 23       | 7     | 64      | 204 — 449    | 53   |
| 30 | ЛІІЗТ (Ленінград)             | 3      | 97    | 21       | 11    | 65      | 257 — 478    | 53   |

## Бомбардири
Найкращі снайпери окремих турнірів:
| Сезон   | Гравець               | Матчі | Голи | Команда                   |
| ------- | --------------------- | ----- | ---- | ------------------------- |
| 1946/47 | Анатолій Тарасов      | 6     | 14   | ВПС (Москва)              |
| 1947/48 | Всеволод Бобров       |       | 52   | ЦБЧА (Москва)             |
| 1948/49 | Олексій Гуришев       |       | 28   | «Крила Рад» (Москва)      |
| 1949/50 | Всеволод Бобров       |       | 36   | ВПС (Москва)              |
| 1950/51 | Всеволод Бобров       |       | 42   | ВПС (Москва)              |
| 1951/52 | Всеволод Бобров       |       | 37   | ВПС (Москва)              |
| 1952/53 | Віктор Шувалов        |       | 44   | ВПС (Москва)              |
| 1953/54 | Беляй Бекяшев         |       | 34   | ОБО (Ленінград)           |
| 1954/55 | Олексій Гуришев       |       | 41   | «Крила Рад» (Москва)      |
| 1955/56 | Володимир Гребенников |       | 46   | «Крила Рад» (Москва)      |
| 1956/57 | Олексій Гуришев       |       | 32   | «Крила Рад» (Москва)      |
| 1957/58 | Олексій Гуришев       |       | 40   | «Крила Рад» (Москва)      |
| 1958/59 | Віктор Якушев         |       | 21   | «Локомотив» (Москва)      |
| 1959/60 | Роберт Сахаровський   |       | 36   | «Торпедо» (Горький)       |
| 1960/61 | Юрій Парамошкін       |       | 22   | «Електросталь»            |
| 1960/61 | Юрій Борисов          |       | 22   | «Хімік» (Воскресенськ)    |
| 1960/61 | Олег Короленко        |       | 22   | «Металург» (Новокузнецьк) |
| 1961/62 | Євген Грошев          |       | 38   | «Крила Рад» (Москва)      |
| 1962/63 | Веніамін Александров  | 37    | 53   | ЦСКА (Москва)             |
| 1963/64 | Олександр Альметов    |       | 41   | ЦСКА (Москва)             |
| 1964/65 | Віктор Циплаков       |       | 28   | «Локомотив» (Москва)      |
| 1965/66 | Анатолій Фірсов       | 36    | 40   | ЦСКА (Москва)             |
| 1966/67 | В'ячеслав Старшинов   | 44    | 47   | «Спартак» (Москва)        |
| 1967/68 | В'ячеслав Старшинов   | 44    | 46   | «Спартак» (Москва)        |
| 1968/69 | Олександр Якушев      | 42    | 50   | «Спартак» (Москва)        |
| 1969/70 | Володимир Петров      | 43    | 51   | ЦСКА (Москва)             |
| 1970/71 | Валерій Харламов      | 34    | 40   | ЦСКА (Москва)             |
| 1971/72 | Володимир Вікулов     | 31    | 34   | ЦСКА (Москва)             |
| 1972/73 | Володимир Петров      | 30    | 27   | ЦСКА (Москва)             |
| 1973/74 | Олександр Якушев      | 32    | 26   | «Спартак» (Москва)        |
| 1974/75 | Борис Михайлов        | 35    | 40   | ЦСКА (Москва)             |
| 1975/76 | Олександр Якушев      | 36    | 31   | «Спартак» (Москва)        |
| 1975/76 | Борис Михайлов        | 36    | 31   | ЦСКА (Москва)             |
| 1975/76 | Хельмут Балдеріс      | 36    | 31   | «Динамо» (Рига)           |
| 1976/77 | Хельмут Балдеріс      | 35    | 40   | «Динамо» (Рига)           |
| 1977/78 | Борис Михайлов        | 35    | 32   | ЦСКА (Москва)             |
| 1978/79 | Петро Природін        | 44    | 32   | «Динамо» (Москва)         |
| 1979/80 | Віктор Шалімов        | 44    | 34   | «Спартак» (Москва)        |
| 1980/81 | Сергій Макаров        | 49    | 42   | ЦСКА (Москва)             |
| 1981/82 | Олександр Кожевников  | 47    | 43   | «Спартак» (Москва)        |
| 1982/83 | Олександр Кожевников  | 43    | 35   | «Спартак» (Москва)        |
| 1982/83 | Олексій Фроліков      | 56    | 38   | «Динамо» (Рига)           |
| 1983/84 | Володимир Крутов      | 44    | 37   | ЦСКА (Москва)             |
| 1984/85 | Хельмут Балдеріс      |       | 31   | «Динамо» (Рига)           |
| 1985/86 | Володимир Крутов      | 40    | 31   | ЦСКА (Москва)             |
| 1986/87 | Володимир Крутов      | 39    | 26   | ЦСКА (Москва)             |
| 1987/88 | Андрій Хомутов        | 48    | 29   | ЦСКА (Москва)             |
| 1988/89 | Євген Шастін          | 41    | 21   | «Сокіл» Київ              |
| 1988/89 | Сергій Макаров        | 44    | 21   | ЦСКА (Москва)             |
| 1989/90 | Раміль Юлдашев        | 46    | 28   | «Сокіл» Київ              |
| 1990/91 | Раміль Юлдашев        | 46    | 36   | «Сокіл» Київ              |

## 100 бомбардирів
Сумарні показники:
1. Борис Михайлов — 428
2. В'ячеслав Старшинов — 407
3. Олексій Гуришев — 379
4. Володимир Петров — 370
5. Веніамін Александров — 351
6. Анатолій Фірсов — 346
7. Олександр Якушев — 339
8. Хельмут Балдеріс — 333
9. Олександр Мальцев — 329
10. Сергій Макаров — 322
11. Валерій Харламов — 293
12. Віктор Шалімов — 293
13. Володимир Крутов — 289
14. Володимир Вікулов — 283
15. Сергій Капустін — 278
16. Віктор Циплаков — 263
17. Борис Майоров[ru] — 255
18. Всеволод Бобров — 254
19. Володимир Гребенников[ru] — 254
20. Микола Дроздецький — 253
21. Олександр Скворцов — 244
22. Олександр Кожевников — 243
23. Володимир Юрзінов — 239
24. Євген Грошев — 236
25. Валентин Козін[ru] — 235
26. Петро Природін[ru] — 235
27. Михайло Варнаков[ru] — 226
28. Олександр Голиков — 225
29. Віктор Шувалов — 222
30. Валерій Бєлоусов — 218
31. Володимир Шадрін — 214
32. Костянтин Локтєв — 213
33. Олександр Альметов — 212
34. Олександр Мартинюк[en] — 212
35. Михайло Бичков — 208
36. Олександр Бодунов[ru] — 207
37. Ігор Ларіонов — 204
38. Олександр Уваров — 203
39. Олексій Фроліков — 201
40. Володимир Васильєв[ru] — 200
41. Юрій Мойсеєв — 199
42. Беляй Бекяшев[ru] — 198
43. Андрій Хомутов — 198
44. Віктор Жлуктов — 197
45. В'ячеслав Биков — 195
46. Сергій Шепелєв[ru] — 189
47. Анатолій Мотовилов — 187
48. Раміль Юлдашев — 187
49. Володимир Кисельов[ru] — 186
50. Юрій Парамошкін[ru] — 186
51. Олексій Мішин[ru] — 185[5]
52. Євген Зимін — 185
53. Євген Мишаков[ru] — 183
54. Валентин Панюхін[ru] — 181[6]
55. Юрій Лебедєв[ru] — 181
56. Євген Шастін — 181
57. Віктор Доброхотов — 180[7]
58. Віктор Крутов — 179[8]
59. Віктор Шевелєв — 178[9][10]
60. Сергій Котов[ru] — 177
61. Борис Александров — 177
62. Валерій Фоменков[ru] — 176[11]
63. В'ячеслав Анісін — 176
64. Петро Андрєєв — 174
65. Володимир Ковін — 174
66. Олександр Федотов[ru] — 173
67. Ігор Чистовський[ru] — 172
68. Володимир Голиков — 172
69. Юрій Репс — 171
70. Станіслав Петухов[ru] — 170
71. Юрій Морозов[ru] — 170
72. Володимир Щуренко — 170
73. Віктор Пряжников[ru] — 166
74. Володимир Лаврентьєв[ru] — 165
75. Валентин Чистов — 164
76. Євген Шигонцев[ru] — 163[12]
77. Анатолій Антипов — 163
78. Віктор Якушев — 162
79. Юрій Хмильов — 159
80. Валентин Гурєєв[ru] — 157[13]
81. Юрій Волков[ru] — 157
82. Віталій Стаїн[ru][14] — 156
83. Олександр Волчков[ru] — 155
84. Віктор Полупанов[ru] — 154
85. Володимир Расько[ru] — 154[15]
86. Микола Наріманов — 154
87. Анатолій Семенов — 154
88. Юрій Волков[ru] — 152
89. Аркадій Рудаков[ru] — 151
90. Валентин Кузін — 150
91. Микола Хлистов — 149
92. Микола Шорін — 148[16]
93. Володимир Погребняк — 147[17]
94. Анатолій Картаєв[ru] — 147[18]
95. Валерій Брагін — 147
96. В'ячеслав Солодухін[ru] — 146
97. Володимир Брунов[ru] — 145
98. В'ячеслав Лавров[ru] — 144
99. Віктор Жучок[ru] — 144
100. Франц Лапін — 144[19]